# Schubstrebe
Schubstrebe ist ein überwiegend stangenförmiges Element, das bei Fahrzeugen die an den beweglichen Teilen des Fahrwerks (Achsen, Teile der Bremsanlage) auftretenden Antriebs- und Bremskräfte auf das Fahrgestell überträgt. Es wird vorwiegend auf Druck beansprucht.
Für Lenker, die vorwiegend auf Zug beansprucht werden, ist die Bezeichnung Zugstrebe gebräuchlich.
In der Formel 1 übertragen pushrods die Federbewegung der Räder über Kipphebel auf eine Drehstab- oder Schraubenfeder.

## Schubstrebenfall
Im Schubstrebenfall präzisierte der Bundesgerichtshof 1967 die Produzentenhaftung anhand eines Rechtsstreits um eine gebrochene Schubstrebe.